# Аминирование
Амини́рование — введение аминогруппы — NH2 (или её замещённых — NHR, — NR2, где R — органический радикал) в молекулы различных органических соединений, например при помощи амидов щелочных металлов, взаимодействием аммиака с органическими галогенопроизводными, по реакции Манниха. Обратной реакцией к аминированию является реакция дезаминирования, в ходе которой аминогруппа из соединения удаляется.

## Реакции аминирования
Для аминирования гетероциклических соединений активно применяется реакция Чичибабина, для проведения которой проводят взаимодействие с амидами щелочных металлов. Например, при взаимодействии пиридина с амидом натрия образуется 2-аминопиридин:
Помимо реакции Чичибабина, имеющей препаративное значение, известен ряд других реакций, такового значения не имеющих. К ним относится:
- образование анилина из бензола при взаимодействии с аммиаком в раскалёной стеклянной трубке;
- образование нафтиламина через натриевое производное из нафталина;
- образование анилина из бензола с гидроксиламином.

Как правило, под реакцией аминирования подразумевается не просто введение аминогруппы, а замещение аминогруппой атома водорода, к чему относятся все описанные выше реакции. В ряде других источников, тем не менее, понятие аминирования расширяется и означает замещение аминогруппой любой другой группы или атома. В таком случае, к аминированию также относят:
- реакцию Бухерера. В её ходе нафтолы превращаются в аминонафтолы посредством замены гидроксогруппы на аминогруппу.
- реакции получения индатреновых красителей, в ходе которых сульфогруппы или атомы хлора заменяются на аминогруппу.

и другие подобные реакции.